# Famille de Pallas

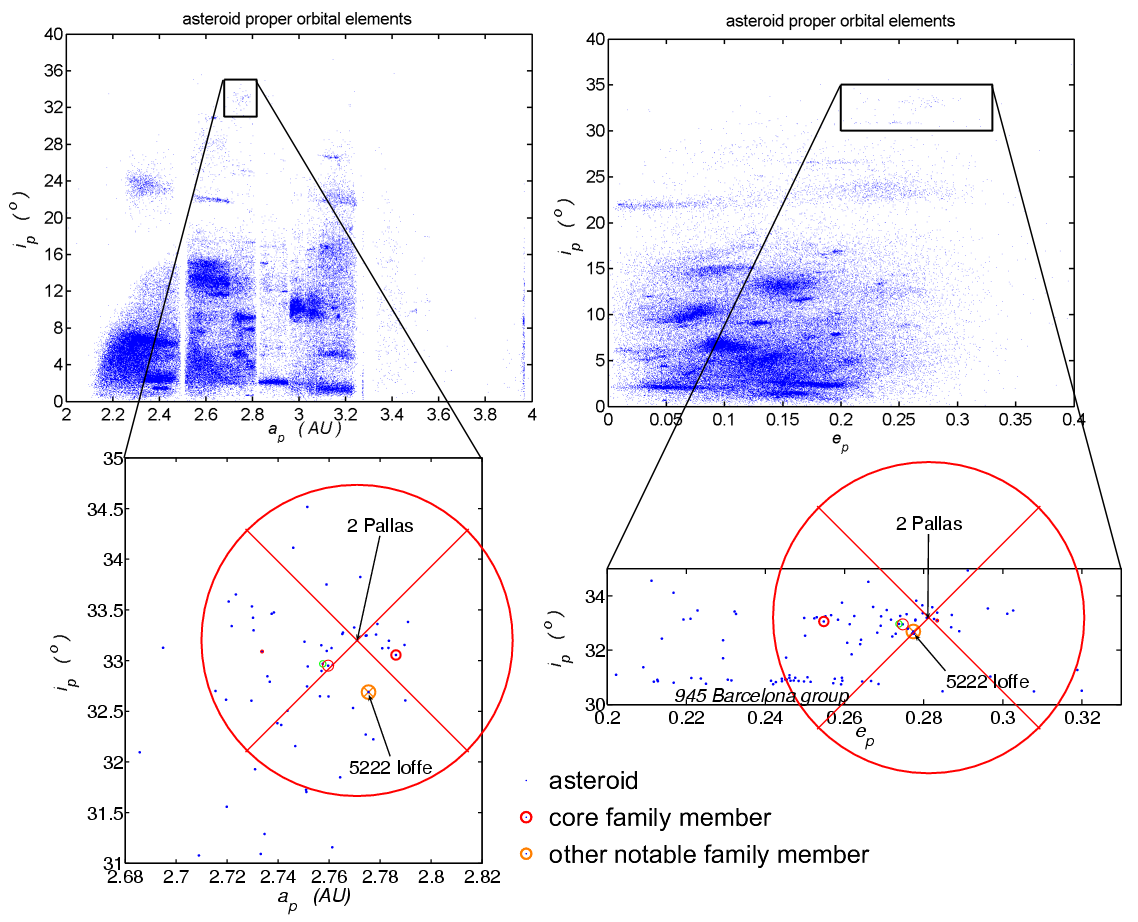
Localisation et structure de la famille de Pallas.

La famille de Pallas est une famille collisionnelle située dans la zone médiane de la ceinture principale d'astéroïdes. Elle est caractérisée par une forte inclinaison. Ses membres sont des astéroïdes de type B.
La famille de Pallas est nommé d'après (2) Pallas, son plus grand membre.
Après (2) Pallas, l'astéroïde le plus grand est (5222) Ioffe. Il est possible que (3200) Phaéton, le corps parent de la pluie de météores des Géminides, en fasse aussi partie.

## Caractéristiques
Selon le diagramme, leurs éléments orbitaux sont inclus dans l'intervalle approximatif :
|     | ap      | ep   | ip  |
| --- | ------- | ---- | --- |
| min | 2.71 UA | 0.25 | 32° |
| max | 2.79 UA | 0.31 | 34° |

À la présente époque, l'intervalle des éléments orbitaux osculateurs de ses membres est d'environ :
|     | a       | e    | i   |
| --- | ------- | ---- | --- |
| min | 2.71 UA | 0.13 | 30° |
| max | 2.79 UA | 0.37 | 38° |

## Histoire
En 1917, l'astronome japonais Kiyotsugu Hirayama commence à étudier le mouvement des astéroïdes. En rangeant les astéroïdes selon leur mouvement orbital moyen, inclinaison et excentricité, il découvre plusieurs ensembles distincts. Dans un article ultérieur, il reporte la découverte d'un ensemble de trois astéroïdes associés à (2) Pallas qui devient la famille de Pallas, du nom du plus grand membre. Depuis 1994, plus de dix membres de cette famille ont été découverts ; ses membres ont un demi-grand axe compris entre 2,50 et 2,82 UA et une inclinaison entre 33° et 38°. L'existence de cette famille a finalement été confirmée en 2002 par comparaison de leur spectre.